# لازار ميتروفيتش
لازار ميتروفيتش هو لاعب كرة قدم صربي في مركز الوسط، ولد في 27 مايو 1993 في Smederevska Palanka ‏ في صربيا. لعب مع النجم الأحمر بلغراد.

## وصلات خارجية
- لازار ميتروفيتش على موقع Soccerway.com (الإنجليزية)